# Rocks (Aerosmith)
| Recensione                        | Giudizio            |
| --------------------------------- | ------------------- |
| AllMusic                          | [ 3 ]               |
| Robert Christgau                  | A-                  |
| The New Rolling Stone Album Guide | [ 5 ]               |
| Sputnikmusic                      | 4.5 (Superb)        |
| Piero Scaruffi                    | [ 7 ]               |
| Ondarock                          | (Disco consigliato) |
| Dizionario del Pop-Rock           | [ 9 ]               |
| 24.000 dischi                     | [ 10 ]              |

Rocks è il quarto album degli Aerosmith, uscito nel maggio 1976 per l'etichetta Columbia Records.

## Il disco
Il suono di questo album descrive gli Aerosmith nel loro momento musicale più "duro". Rocks è entrato nella classifica dei 500 album più belli di tutti i tempi secondo la rivista statunitense Rolling Stone, alla posizione numero 176. Inoltre questo album ha influenzato numerosi artisti del mondo dell'hard rock, inclusi membri di gruppi quali Slash dei Guns N' Roses e Metallica.

## Tracce

### LP
Lato A
1. Back in the Saddle – 4:40 (Steven Tyler, Joe Perry)
2. Last Child – 3:27 (Steven Tyler, Brad Whitford)
3. Rats in the Cellar – 4:02 (Steven Tyler, Joe Perry)
4. Combination – 3:38 (Joe Perry)

Lato B
1. Sick as a Dog – 4:25 (Steven Tyler, Tom Hamilton)
2. Nobody's Fault – 4:40 (Steven Tyler, Brad Whitford)
3. Get the Lead Out – 3:42 (Steven Tyler, Joe Perry)
4. Lick and a Promise – 3:04 (Steven Tyler, Joe Perry)
5. Home Tonight – 3:15 (Steven Tyler)

## Classifiche
| Classifica (1976)          | Posizione |
| -------------------------- | --------- |
| Canada (RPM Top Albums)    | 14        |
| Sweden (Sverigetopplistan) | 46        |
| US Billboard 200           | 3         |

## Formazione
Gruppo
- Steven Tyler - voce, tastiere
- Steven Tyler - basso elettrico (brano: Sick as a Dog)
- Joe Perry - chitarre, voce
- Joe Perry - chitarra lap steel (brano: Home Tonight)
- Joe Perry - basso a sei corde (brano: Back in the Saddle)
- Joe Perry - basso elettrico (brano: Sick as a Dog)
- Brad Whitford - chitarre
- Tom Hamilton - basso elettrico
- Tom Hamilton - chitarra (brano: Sick as a Dog)
- Joey Kramer - batteria, percussioni
- Joey Kramer - accompagnamento vocale-cori (brano: Home Tonight)

Altri musicisti
- Paul Prestopino - banjo (brano: Last Child)

Note aggiuntive
- Jack Douglas e Aerosmith - produttori (per la Contemporary Communications Corp. and Waterfront Productions Ltd.)
- Registrazioni effettuate al Wherehouse di Waltham, Massachusetts (Stati Uniti) ed al The Record Plant di New York City, New York (Stati Uniti)
- Jay Messina - ingegnere delle registrazioni
- Rod O'Brien e Sam Ginsburg - assistenti ingegnere delle registrazioni
- Mastering effettuato al Sterling Sound di New York City
- Pacific Eye and Ear - design copertina album originale
- Scott Enyart - fotografia copertina frontale album originale
- Dedicato alla memoria di Anthony D. Perry e Herb Spar[16]